# Formatge de La Serena
El formatge de La Serena és un formatge gras o extra-gras, de pasta entre tova i semi-dura, elaborat amb llet crua d'ovella de la raça merina. La coagulació de la llet es realitza amb quall vegetal procedent del card (Cynara cardunculus) i té un període de maduració mínim de 20 dies. S'elabora a la comarca de La Serena, localitzada a l'est de la província de Badajoz (Extremadura) i integrada per 21 municipis. Des de l'any 1996 gaudeix del reconeixement de la Unió Europea com a Denominació d'Origen Protegida (DOP).